# 2020 UEFA 유로파리그 결승전
2020 UEFA 유로파리그 결승전은 UEFA 유로파리그의 49번째 결승전이자 현재의 대회명으로 개명한 이후로는 11번째 결승 경기이다.
이 경기는 원래 2020년 5월 27일에 폴란드 그단스크에 위치한 그단스크 아레나에서 열릴 예정이었으나 유럽에서 일어난 코로나19 범유행의 여파로 인하여 연기되었다. 유럽 축구 연맹(UEFA) 집행위원회는 2020년 6월 17일에 열린 화상 회의를 통해 2019-20년 UEFA 유로파리그의 8강전부터 결승전까지의 경기를 단판 승부 형식으로 변경하여 독일에서 진행하기로 의결했다. 이에 따라 결승전 개최 장소가 독일 쾰른에 위치한 라인에네르기슈타디온으로 변경되었고 결승전 개최 시기 또한 2020년 8월 21일로 변경되었다.
이 경기의 승리 팀은 2020년 UEFA 슈퍼컵에서 2019-20년 UEFA 챔피언스리그 우승 팀과 경기를 펼치며 2020-21년 UEFA 챔피언스리그 조별 예선에 진출하게 된다.

## 팀
다음 테이블에서, 결승전들은 2009년까지 UEFA 컵 시대였고, 2010년부터 UEFA 유로파리그 시대이다.
| 팀               | 이전 결승 기록 (굵은 글씨는 해당 년도 우승이다.) |
| ---------------- | ------------------------------------------------ |
| 세비야           | 5 (2006, 2007, 2014, 2015, 2016)                 |
| 인테르나치오날레 | 4 (1991, 1994, 1997, 1998)                       |

## 개최지 선정
유럽 축구 연맹(UEFA) 집행위원회는 2020년 6월 17일에 열린 화상 회의를 통해 2019-20년 UEFA 유로파리그 결승전 개최 장소를 독일 쾰른에 위치한 라인에네르기슈타디온으로 변경했다. 라인에네르기슈타디온은 독일에서 개최된 UEFA 유로 1988, 2005년 FIFA 컨페더레이션스컵, 2006년 FIFA 월드컵 경기가 열린 경기장 가운데 한 곳이기도 하다.

## 결승전까지 가는 길
Note: 아래 모든 결과들에서, 결승전 진출팀들의 스코어는 먼저 주어진다. (H: 홈; A: 원정; N: 중립)
| 순위 | 팀             | 경기 | 승점 |
| ---- | -------------- | ---- | ---- |
| 1    | 세비야         | 6    | 15   |
| 2    | APOEL 니코시아 | 6    | 10   |
| 3    | 카라바흐       | 6    | 5    |
| 4    | 뒤들랑주       | 6    | 4    |

| 순위 | 팀                  | 경기 | 승점 |
| ---- | ------------------- | ---- | ---- |
| 1    | 바르셀로나          | 6    | 14   |
| 2    | 보루시아 도르트문트 | 6    | 10   |
| 3    | 인테르 밀라노       | 6    | 7    |
| 4    | 슬라비아 프라하     | 6    | 2    |

## 경기
| 세비야                                  | 3 – 2 | 인테르나치오날레              |
| --------------------------------------- | ----- | ----------------------------- |
| 뤽 더 용 11′, 33′ · 디에고 카를로스 74′ |       | 루카쿠 5′ (페널티) · 고딘 35′ |

| 세비야 | 인테르 밀라노 |

| GK            | 13 | 야신 부누           |
| RB            | 16 | 헤수스 나바스 (c)   |
| CB            | 12 | 쥘 쿤데             |
| CB            | 20 | 디에고 카를로스     |
| LB            | 23 | 세르히오 레길론     |
| CM            | 24 | 조안 조르단         |
| CM            | 25 | 페르난두            |
| CM            | 10 | 에베르 바네가       |
| RW            | 5  | 루카스 오캄포스     |
| CF            | 19 | 뤽 더 용            |
| LW            | 41 | 수소                |
| 교체선수:     |    |                     |
| GK            | 1  | 토마슈 바츨릭       |
| GK            | 31 | 하비 디아스         |
| DF            | 3  | 세르지 고메스       |
| DF            | 18 | 세르히오 에스쿠데로 |
| DF            | 36 | 헤나로 로드리게스   |
| DF            | 40 | 파블로 페레스 리코  |
| MF            | 17 | 네마냐 구데이       |
| MF            | 21 | 올리베르 토레스     |
| MF            | 22 | 프랑코 바스케스     |
| FW            | 11 | 무니르 엘 하다디    |
| FW            | 28 | 호세 알론소 라라    |
| FW            | 51 | 유세프 엔-네시리    |
| 감독:         |    |                     |
| 훌렌 로페테기 |    |                     |

| GK            | 1  | 사미르 한다노비치 (c)   |
| CB            | 2  | 디에고 고딘             |
| CB            | 6  | 스테판 더 프레이        |
| CB            | 95 | 알레산드로 바스토니     |
| RW            | 33 | 다닐로 담브로지오       |
| CM            | 23 | 니콜로 바렐라           |
| CM            | 77 | 마르셀로 브로조비치     |
| CM            | 5  | 로베르토 갈리아르디니   |
| LW            | 15 | 애슐리 영               |
| CF            | 9  | 로멜루 루카쿠           |
| CF            | 10 | 라우타로 마르티네스     |
| 교체선수:     |    |                         |
| GK            | 27 | 다니엘레 파델리         |
| DF            | 13 | 안드레아 라노키아       |
| DF            | 31 | 로렌조 피롤라           |
| DF            | 34 | 크리스티아노 비라기     |
| DF            | 37 | 밀란 슈크리니아르       |
| MF            | 11 | 빅터 모지스             |
| MF            | 12 | 스테파노 센시           |
| MF            | 20 | 보르하 발레로           |
| MF            | 24 | 크리스티안 에릭센       |
| MF            | 87 | 안토니오 칸드레바       |
| FW            | 7  | 알렉시스 산체스         |
| FW            | 30 | 세바스티아노 에스포지토 |
| 감독:         |    |                         |
| 안토니오 콘테 |    |                         |

| 보조심판: 마리오 딕스 (네덜란드) 헤설 스테이흐스트라 (네덜란드) 대기심: 아나스타시오스 시디로풀로스 (그리스) VAR 주심: 요험 캄프하위스 (네덜란드) VAR 보조심판: 케빈 블롬 (네덜란드) 파베우 길 (폴란드) 오프사이드 VAR 심판: 토마슈 소콜니츠키 (폴란드) | 경기 규칙 - 전후반 90분 동안 경기를 진행한다. - 전후반 90분 상황에서 동점이면 연장전 30분을 진행한다. - 연장전에서도 동점이면 승부차기를 진행한다. - 교체 선수 명단은 12명까지 올릴 수 있으며 한 팀당 최대 5명까지 교체할 수 있다. 연장전에 들어간 경우에는 최대 6명까지 교체할 수 있다. 각 팀에게는 3번의 선수 교체 기회가 주어지며 연장전에 한해 4번째 선수 교체 기회가 주어진다. 단 하프타임, 연장전 시작 이전, 연장전 하프타임에 일어난 선수 교체는 제외된다. |

## 같이 보기
- 2019-20년 UEFA 유로파리그
- 2020 UEFA 챔피언스리그 결승전
- 2020년 UEFA 슈퍼컵